# Быково (Череповецкий район)
Быково — деревня в Череповецком районе Вологодской области.
Входит в состав Мяксинского сельского поселения, с точки зрения административно-территориального деления — в Мяксинский сельсовет.
Расстояние по автодороге до районного центра Череповца — 28 км, до центра муниципального образования Мяксы — 7 км. Ближайшие населённые пункты — Ершово, Фролково, Усищево.
По переписи 2002 года население — 5 человек.